# جامعة التلة الشمالية الشرقية
جامعة التلة الشمالية الشرقية أو جامعة نورث إيسترن هيل (بالإنجليزية: North-Eastern Hill University)‏ وتُختصر إلى NEHU هي جامعة مركزية تأسست في 19 يوليو 1973 بموجب قانون صادر عن البرلمان الهندي. تقع الجامعة في ضاحية شيلونج، عاصمة ولاية ميغالايا، الهند. للجامعة حرمين جامعيين: شيلونج وتورا في ميغالايا. تعمل جامعة التلة الشمالية الشرقية Tura Campus تحت إشراف نائب رئيس الجامعة.
إنها جامعة تابعة لهيئة المنح الجامعية تتمتع بإمكانية التميز (مُنحت عام 2006). تم تأسيسها كجامعة إقليمية لولايات شمال شرق الهند، بما في ذلك ميغالايا وناغالاند وأروناتشال براديش وميزورام، وأنجبت جامعة ناجالاند في 1994 وجامعة ميزورام في 2001.

## حرم الجامعة
تمتلك جامعة التلة الشمالية الشرقية حرمين جامعيين. شيلونج هي المقر الرئيسي للوظائف الأكاديمية والإدارية. الحرم الرئيسي 1225 فدان في المنطقة. يستوعب المجلس الوطني لمتاحف العلوم (NCSM)، وجامعة أنديرا غاندي الوطنية المفتوحة (IGNOU)، والمجلس الهندي لبحوث العلوم الاجتماعية (ICSSR)، وهيئة الرياضة في الهند (SAI) وجامعة اللغات الإنجليزية والأجنبية (EFLU).

## التنظيم والإدارة

### الحكم
رئيس الإدارة هو نائب المستشار (VC)، الذي يتم تعيينه من قبل زائر الجامعة، رئيس الهند، لمدة خمس سنوات. حاكم ميغالايا هو رئيس الجامعة. يوجد تحت رأس المال الاستثماري نائبان رئيسان مؤيدان، واحد لكل من الحرمين الجامعيين، تورا وشيلونج، والمسجل.
في البداية، كانت الأقسام الأكاديمية وإدارة جامعة التلة الشمالية الشرقية في شيلونغ تعمل من ثلاثة مواقع رئيسية في مدينة شيلونغ. واحد من مهراجا مايوربهانج السابق، والآخر من راني بيجني والثالث من حكومة ميغالايا، المعروف شعبياً باسم بناء أحذية الخيل. تدير الجامعة الآن إدارتها المركزية من حرمها الرئيسي في (ماوكين روه-أومشينغ).

### المدارس
يوجد بالجامعة المدارس والأقسام ومراكز الدراسات التالية:
- كلية الاقتصاد والإدارة إلخ.
  - إدارة الأعمال الزراعية وتكنولوجيا الأغذية (تورا)
  - دائرة التجارة
  - قسم الاقتصاد
  - الصحافة والاتصال الجماهيري
  - قسم المكتبات والمعلومات
  - قسم الإدارة (تورا)
  - قسم إدارة السياحة والفندقة
- مدرسة التربية
  - قسم تعليم الكبار والتعليم المستمر
  - مركز التعليم عن بعد
  - مركز تعليم العلوم
  - قسم التربية
  - قسم التربية والتعليم بحرم تورا
- كلية العلوم الإنسانية والبيئية
  - قسم الأنثروبولوجيا
  - قسم الدراسات البيئية
  - قسم الجغرافيا
  - قسم البستنة
  - التنمية الريفية والإنتاج الزراعي
- كلية العلوم الإنسانية
  - قسم اللغة الإنجليزية
  - قسم اللغة الإنجليزية (حرم تورا)
  - قسم جارو (حرم تورا)
  - القسم الهندي
  - دائرة خاسي
  - قسم اللغويات
  - قسم الفلسفة
- كلية علوم الحياة
  - قسم الكيمياء الحيوية
  - قسم التكنولوجيا الحيوية والمعلوماتية الحيوية
  - قسم النبات
  - قسم علم الحيوان
- كلية العلوم الفيزيائية
  - قسم الكيمياء
  - قسم الرياضيات
  - قسم الفيزياء
  - دائرة الإحصاء
- كلية العلوم الاجتماعية
  - قسم الدراسات الثقافية والإبداعية
  - قسم التاريخ والآثار بحرم طرة
  - قسم التاريخ
  - قسم القانون
  - قسم العلوم السياسية
  - قسم علم الاجتماع
- مدرسة التكنولوجيا
  - قسم العمارة
  - قسم العلوم الأساسية والعلوم الاجتماعية
  - قسم الهندسة الطبية الحيوية
  - قسم تطبيقات الحاسب
  - الإلكترونيات والاتصالات
  - قسم هندسة الطاقة
  - قسم تقنية المعلومات
  - قسم تقنية النانو

### الولايات والكليات التابعة
امتد اختصاص الجامعة في الأصل إلى ولايتي ميغالايا وناغالاند وأقاليم الاتحاد السابقة في أروناتشال براديش وميزورام. مع إنشاء جامعة ناجالاند في 6 سبتمبر 1994، توقفت ولاية جامعة التلة الشمالية الشرقية على ناجالاند. وبالمثل مع إنشاء جامعة ميزورام، توقفت أيضًا ولاية جامعة التلة الشمالية الشرقية على ميزورام اعتبارًا من يونيو 2001. أروناتشال براديش لديها جامعتها الخاصة.

## أكاديميون

### مكتبة
بدأت المكتبة المركزية في عام 1973 بمجموعة من 600 كتاب. تضم عضويتها معلمي الجامعات والكليات وطلاب الدراسات العليا والجامعيين المتفوقين وأعضاء هيئة التدريس من غير التدريس. تم تمويل المكتبة الدائمة في حرم جامعة شييلونج من قبل وزارة تنمية المنطقة الشمالية الشرقية الهندية (MDoNER) وافتتحت في عام 2006. لديها الآن مجموعة من أكثر من 230.000 كتاب و38.000 دورية مجلدة وتشترك في 316 أجنبية و366 مجلة هندية.

## روابط خارجية
- الموقع الرسمي